# 卯月号驱逐舰
卯月号驱逐舰是旧日本海军所建造的十二艘睦月型驱逐舰中的一艘，该型驱逐舰于20世纪20年代建造。在太平洋战争中，卯月号驱逐舰参加了于1941年12月的威克岛战役、1942年占领新几内亚和所罗门群岛的战役。

## 舰历
睦月型驱逐舰是旧日本海军在华盛顿海军条约下建造计划的一部分。本型舰是早期的峯风型驱逐舰和神风型驱逐舰的后续型号，因为它们在设计上有许多相似之处。1924年1月11日，卯月号驱逐舰在东京石川岛造船所开工建造，于次年1925年10月15日下水，1926年9月14日完工 。该舰最初命名为第二十五号驱逐舰，随后与1928年8月1日正式命名为卯月。
20世纪三十年代末，卯月号驱逐舰参加了第二次中日战争，负责掩护日军登陆中国中部和南部沿海以及法属印度支那。

### 第二次世界大战
袭击珍珠港时，卯月隶属于日本第一航空舰队第二航空战队第23驱逐队，之后被部署在小笠原群岛中的母岛加入日本入侵关岛的作战部队。卯月号于1942年1月初回到特鲁克泊地，并在1月23日的R作战（入侵拉包尔、新爱尔兰岛、和不列颠岛）中掩护进攻新爱尔兰省首府卡维恩的登陆部队。3月，卯月号驱逐舰支援了位于所罗门群岛北部、莱城和阿德默勒尔蒂群岛参与SR作战（入侵莱城，萨拉毛亚和新几内亚）的登陆部队。该舰于4月10日被重新分配到第四舰队第30驱逐队来顶替如月号驱逐舰。在1942年5月7日至8日的珊瑚海战役中，卯月号驱逐舰担任在肖特兰群岛护卫油轮丰洋丸的任务，并于5月28日返回佐世保海军工厂。六月末，卯月号驻扎在特鲁克泊地，用来护卫从特鲁克到布干维尔岛和瓜达尔卡纳尔岛输送建造机场劳工的运输船以及巡逻拉包尔周边海域。在进攻布卡岛时（7月21日-22日），卯月号遭到盟军飞机的扫射，16人死亡。8月11日，卯月号从拉包尔出发去营救加古号重巡洋舰的幸存船员。八月末，在一次前往瓜达尔卡纳尔岛的“东京快车”输送作战中，卯月号受到来自美国陆军航空队B-17轰炸机近失弹的损伤，随后经由拉包尔、特鲁克和塞班岛，于9月14日返回佐世保进行修理。
卯月号于1942年12月1日被分配到第八舰队，并且护航航空母舰冲鹰从横须贺出发到特鲁克，在年底还执行了一次从特鲁克到拉包尔的运兵任务。然而，12月25日在拉包尔护航运输船南海丸时，南海丸被美军潜艇的鱼雷击中，卯月号和南海丸发生撞击受到严重伤害，随后由驱逐舰有明号和浦风号拖回拉包尔作紧急维修。1943年1月5日，在一次空袭中，维修中的卯月号受到了更大的损害。驱逐舰凉风号将卯月号拖回特鲁克作进一步维修，随后卯月号于7月3日独立航行回到佐世保。十月中旬，维修一完成，卯月号就回到了特鲁克，并护航载有士兵的轻巡洋舰木曾和多摩回到拉包尔。10月23-24日，卯月前往新不列颠岛的雅基诺湾营救姊妹舰望月号的幸存者。直到11月末，卯月号一直在所罗门群岛进行“东京快车”输送。11月24日至25日，在日本撤离布卡岛期间，卯月号在圣乔治角战役中与美国海军驱逐舰交战，但没有受到伤害。 12月，卯月号被指派护送从拉包尔到特鲁克和帕劳的油轮并返回。
1944年1月， 卯月号护送轻巡洋舰长良回到日本。 在佐世保海军工厂改装之后， 卯月号于6月底护送从横须贺到帕劳，雅浦，塞班和特鲁克的部队。 在菲律宾海战役期间（6月19日至20日）， 卯月号隶属于第二支援部队。 6月20日，卯月号营救了运输船玄洋丸的船员，并用火炮击沉了报废的运输船。 卯月号继续护送从吴镇守府到马尼拉和新加坡的部队直到11月中旬。 7月18日，卯月号被分配到联合舰队 ，并于11月20日被重新分配到第5舰队 。 
12月12日，在护送从马尼拉到奥尔莫克的部队时， 卯月号被PT艇 PT-490和PT-492 发射的鱼雷击沉。 在 宿务东北50英里（80公里）处11°03′N 124°23′E / 11.050°N 124.383°E 爆炸并沉没。170名船员死亡，其中包括舰长渡边中尉，59人幸存。 
卯月号驱逐舰于1945年1月10日除籍

## 脚注
1. ↑  Howarth, The Fighting Ships of the Rising Sun.
2. ↑  Nishidah, Hiroshi. . Materials of the Imperial Japanese Navy. 2002  [2019-08-27]. （原始内容存档于2012-07-21）.
3. ↑  Morison. The Rising Sun in the Pacific 1931 – April 1942.
4. ↑  Dull. A Battle History of the Imperial Japanese Navy
5. ↑  Nishidah, Hiroshi. . Materials of the Imperial Japanese Navy. 2002  [2019-08-27]. （原始内容存档于2012-07-21）.
6. ↑  Nevitt, Allyn D. . Long Lancers. combinedfleet.com. 1997  [2019-08-27]. （原始内容存档于2016-03-05）.